# كريس داجنال
كريس داجنال (بالإنجليزية: Chris Dagnall)‏ (15 أبريل 1986 بليفربول في المملكة المتحدة - ) هو لاعب كرة قدم بريطاني في مركز الهجوم. لعب مع برادفورد سيتي وسكونثورب يونايتد وكوفنتري سيتي ونادي بارنسلي ونادي ترانمير روفرز لكرة القدم ونادي هيبرنيان ونادي كيرلا بلاستيرز ونادي ليتون أورينت ونادي روتشديل.

## وصلات خارجية
- كريس داجنال على موقع قاعدة بيانات كرة القدم.إي يو (الإنجليزية)
- كريس داجنال على موقع Soccerbase.com (لاعب) (الإنجليزية)